# Thaciano
Thaciano Mickael da Silva, noto semplicemente come Thaciano (Campina Grande, 12 maggio 1995), è un calciatore brasiliano, centrocampista del Santos.

## Caratteristiche tecniche
È un trequartista.

## Carriera
Cresciuto nelle giovanili del Porto-PE, ha esordito il 20 gennaio 2013 in occasione del match del Campionato Pernambucano perso 4-0 contro il Central-PE.

## Palmarès

### Competizioni internazionali
- Recopa Sudamericana: 1

Grêmio: 2018

### Competizioni statali
- Campionato Gaúcho: 3

Grêmio: 2018, 2019, 2020
- Campionato Baiano: 1

Bahia: 2023

### Competizioni regionali
- Copa do Nordeste: 1

Bahia: 2021